# Jan Romiszewski (kasztelan rozpierski)
Jan Romiszewski herbu Jelita (zm. ok. 1631-1633) – podkomorzy wielki koronny (1630 - ok. 1631), kasztelan rozpierski (1605-1631), kasztelan rypiński (1613), starosta na Rynkowce/Zynkowie (1552)

## Życiorys
Syn Adama Romiszewskiego z Romiszewic, chorążego i starosty łowickiego, i Małgorzaty Duninówny z Ujazdu.
Miał liczne rodzeństwo:
- Annę za Maciejem Warszyckim (matkę wojewody podlaskiego Stanisława Warszyckiego i babkę woj. Stanisława i Pawła Warszyckich)
- Ewę za Janem Borsą (babkę kanclerza w. koronnego bp. Jakuba Zadzika i Ewy za Janem Łowickim)
- Stanisława, opata cystersów w Paradyżu, sekretarza królewskiego
- Wincentego, sędziego Trybunału Koronnego w Lublinie, kanonika krakowskiego
- nieznaną siostrę za Marcinem Wilkuckim (Wilkockim)
- Wojciecha, starostę kozubowskiego i siedleckiego, ożenionego z Jadwiga Ujejską
- Piotra, chorążego sieradzkiego, towarzysza w chorągwi husarskiej Żółkiewskiego, poległego w bitwie pod Kłuszynem, męża Doroty Grabianki
- Hieronima, ożenionego z Dorotą Strzemboszówną
- Mikołaja, ożenionego z Małgorzatą Sarnowską (ojca Jana, sekretarza królewskiego).

Po ojcu odziedziczył dobra w ziemi sieradzko-łęczyckiej m.in. Zamość, Rąmbienie, Świńsk, Dzieciarty.
7 października 1606 roku podpisał ugodę pod Janowcem. Brał udział w poselstwie do rokoszan sandomierskich w październiku 1606 i podpisał dekret przeciw rokoszanom w 1607.
Dwukrotnie żonaty:
I v. z Krystyną Pukarzewską (I v. Abrahamem Ślat(d)kowskim)
II v. za sędzianką ziemską przemyską Jadwigą Ulińską (c. Jana) pochowaną w kościele Św. Jana Chrzciciela i św. Jana Ewangelisty (jezuickim) w Jarosławiu (obecnie Kolegiata Bożego Ciała).
Miał syna Piotra.